# كولبيون (تشيلي)
كولبيون (بالإسبانية: Colbún) هي بلدية تقع في تشيلي في Linares Province.[بحاجة لمصدر] يقدر عدد سكانها بـ 17,619 نسمة ومساحتها 2,899.9 كم2 .